# Vassili Bliúkher
Vassili Bliúkher (rus: Васи́лий Константи́нович Блю́хер)  (Barschinka, 19 de novembre de 1890 (Julià) - Moscou, 9 de novembre de 1938), nom complet amb patronímic Vassili Konstantínovitx Bliúkher, rus: Василий Константинович Блюхер, fou un comandant militar soviètic, i és una de les principals víctimes de la Gran Purga estalinista de finals de la dècada de 1930.
Bliúkher va néixer a una família de camperols al poble de Barschinka, avui a l'óblast de Iaroslavl. Tot i el seu nom alemany, no era de procedència germànica: la seva família rebé el nom d'un terratinent al segle xix en honor del famós mariscal prussià Blücher. Treballador a una fàbrica abans de l'esclat de la Primera Guerra Mundial, s'uní a l'exèrcit imperial el 1914, servint com a sots-oficial. El 1916 s'uní al Partit Obrer Socialdemòcrata Rus, i participà en la Revolució Russa de 1917 a Samara.
A finals de novembre de 1917 va ser enviat a Txeliabinsk per suprimir la revolta de Dutov com a Comissari de la Guàrdia Roja. Bliúkher s'uní a l'Exèrcit Roig el 1918 i ben aviat va esdevenir comandant. Durant la Guerra Civil Russa va ser una de les principals figures del bàndol bolxevic. Després que s'iniciés la Revolta de la Legió Txeca, entre agost i setembre de 1918 els 10.000 membres de l'Exèrcit Partisà del Sud dels Urals, a les ordres de Bliúkher, marxà 1.500 km en 40 dies de lluita contínua per atacar l'Exèrcit Blanc des de la rereguarda, i llavor unir-se a les unitats regulars de l'Exèrcit Roig. Per aquesta acció va ser el primer receptor, al setembre de 1918, de l'Orde de la Bandera Roja (encara la rebria en 4 ocasions més, dos cops el 1921 i dos cops més el 1928)
Després de la Guerra Civil, serví com a comandant militar de la República de l'Extrem Orient, portant tots aquells territoris a l'òrbita soviètica entre 1921-23. entre 1924 i 1927 va ser conseller militar soviètic a la Xina, al quarter general de Chiang Kai-shek. Va ser responsable dels plans militars de l'Expedició del Nord, que començà amb la unificació de la Xina del Kuomintang. Entre tots aquells als que va instruir en aquella època està Lin Biao, posteriorment una figura capdal de l'Exèrcit Popular d'Alliberament. Al seu retorn va ser nomenat comandant militar d'Ucraïna, i el 1929, va ser destinat al vitalment important comandament de l'Extrem Orient Soviètic, conegut com a Exèrcit Oriental Especial Bandera Roja (OKDVA).
Amb seu a Khabarovsk, Bliúkher tingué un grau d'autonomia gens usual per a un comandant militar soviètic. Amb Japó introduint-se a la Xina i hostil a la Unió Soviètica, l'extrem orient era un comandament militar actiu. Amb la Guerra Soviètico-Xinesa del Ferrocarril Oriental de 1929-1930 derrotà les forces dels Senyors de la Guerra Xinesos en una campanya. Pel seu èxit va ser el primer receptor de l'Orde de l'Estrella Roja al setembre de 1930. El 1935 va ser promogut al rang de Mariscal de la Unió Soviètica; i al juliol i agost de 1938 comandà el Front de l'Extrem Orient contra els japonesos a la batalla del Llac Khasan, a la frontera de la Corea ocupada pels soviètics i els japonesos.
La importància del Front de l'Extrem Orient li donà a Bliúkher una certa immunitat durant la Purga del Comandament de l'Exèrcit Roig de Stalin, que començà el 1937 amb l'execució de Mikhaïl Tukhatxevski (de fet, Bliuker va ser membre del tribunal que sentencià a Tukhatxevski). No obstant, el 1938 va ser acusat d'un lideratge inadequat de les forces armades durant la Batalla del Llac Khasan i va ser retirat del seu càrrec. El 22 d'octubre va ser detingut, acusat d'espionatge pel Japó. Un factor decisiu en la caiguda de Bliúkher va ser la deserció al Japó al juny de 1938 del cap de l'NKVD a l'Extrem Orient, Genrikh Liuixkov, ja que es temia que també seria arrestat.
Mentre que estava a la presó, Bliúkher rebutjà confessar i mai no va ser jutjat formalment. Va ser durament torturat (van arribar a deixar-lo sense un dels globus oculars) a la Presó de Lefortovo, a Moscou i morí poc després. El 1957 va ser rehabilitat per Khrusxov. Encara avui, Bliúkher segueix sent una figura popular a Rússia, on s'ha rodat un documental sobre la seva vida i han aparegut diverses publicacions sobre ell escrites pels seus familiars.